# Mörbach

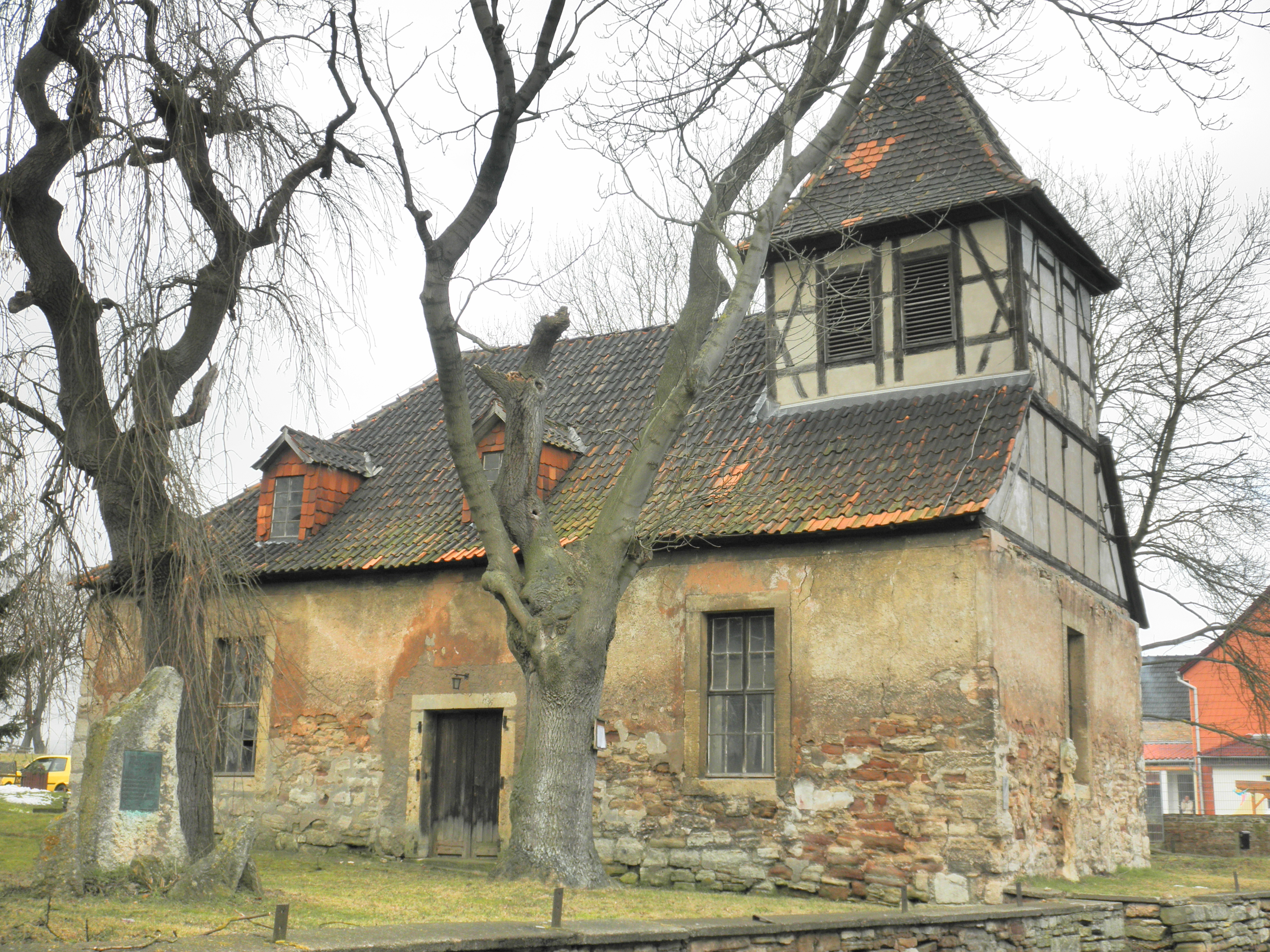
Kirche in Mörbach

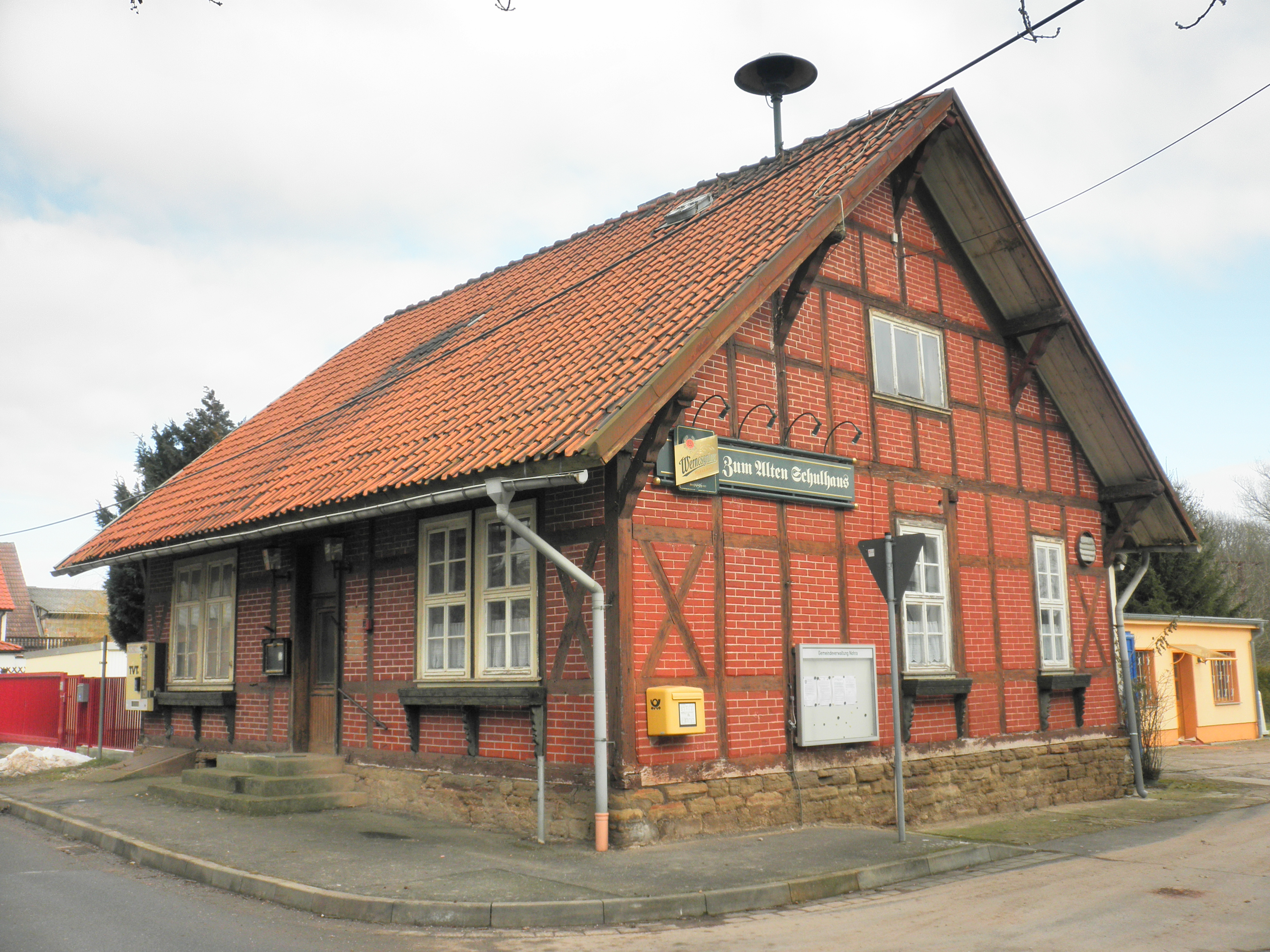
Alte Schule in Mörbach

Mörbach ist ein Ortsteil von Bleicherode im Landkreis Nordhausen in Thüringen.

## Lage
Möhrbach befindet sich etwa 1 Kilometer nördlich von Nohra und 1,5 Kilometer östlich von Pustleben. Östlich des Orts beginnen die Ausläufer der Anhöhen zur Hainleite.

## Verkehr
Die Bundesautobahn 38 verläuft nur 800 Meter westlich der Siedlung, die beiden nächstgelegenen Auffahrten Nordhausen-West und Bleicherode liegen jedoch etwa 14 Kilometer Fahrtstrecke entfernt. 500 Meter südlich des Orts verläuft die Bahnstrecke Halle–Hann. Münden mit dem Haltepunkt Nohra (Wipper).

## Ortsbürgermeister
Bei der Kommunalwahl 2019 wurde Kay Wagner einstimmig zum Ortsbürgermeister gewählt. Bei der Kommunalwahl 2024 wurde er mit 98 Prozent der Stimmen im Amt bestätigt.

## Geschichte
Am 7. August 1197 wurde Mörbach erstmals urkundlich erwähnt.